# Eldon Rudd
Eldon Dean Rudd (* 15. Juli 1920 in Camp Verde, Arizona; † 8. Februar 2002 in Scottsdale, Arizona) war ein US-amerikanischer Politiker. Zwischen 1977 und 1987 vertrat er den vierten Wahlbezirk des Bundesstaats Arizona im US-Repräsentantenhaus.

## Frühe Jahre und Aufstieg
Eldon Rudd besuchte bis 1939 die Clarkdale Highschool. Danach studierte er bis 1947 an der Arizona State University. Es folgte ein Jurastudium an der University of Arizona, das er 1949 abschloss. Seine Studienzeit wurde durch den Zweiten Weltkrieg unterbrochen, an dem er als Kampfpilot des US-Marinekorps teilnahm. Nach seiner Zulassung als Rechtsanwalt arbeitete er zunächst in diesem Beruf, ehe er von 1950 bis 1970 für das damals von J. Edgar Hoover geleitete FBI als Ermittler arbeitete. Von 1960 bis 1970 war er in dieser Eigenschaft in der amerikanischen Botschaft in Mexiko angestellt. Im Zusammenhang mit dem Attentat auf John F. Kennedy erforschte er den Aufenthalt von Lee Harvey Oswald in Mexiko und stellte die Akten zusammen, die er dann seinen Vorgesetzten übergab.

## Politische Laufbahn
Nach dem Ende seiner Zeit beim FBI zog er nach Arizona, wo er sich politisch betätigte. Rudd wurde Mitglied der Republikanischen Partei. Zwischen 1972 und 1976 gehörte er dem Kreistag (Board of Supervisors) im Maricopa County an. Bei den Kongresswahlen des Jahres 1976 wurde er als Nachfolger von John Bertrand Conlan in das US-Repräsentantenhaus gewählt. Dort absolvierte er zwischen dem 3. Januar 1977 und dem 3. Januar 1987 fünf Legislaturperioden. Im US-Kongress war er Mitglied im Haushaltsausschuss. Rudd galt als sehr konservativ. Im Jahr 1986 kandidierte er nicht mehr für das US-Repräsentantenhaus.

## Weiterer Lebenslauf
Nach dem Ende seiner Zeit in der Bundeshauptstadt Washington arbeitete er von 1988 bis 2002 für das "Salt River Project", eine sowohl von der Regierung als auch von privater Seite getragene Organisation zur Energiegewinnung und zur Wasserversorgung in Arizona.